# Лакшми Пури
Лакшми Пури (енгл. Lakshmi Puri, рођена 1952. у Њу Делхију), индијска је историчарка, амбасадорка и званична функционерка Републике Индије.

## Биографија
Пури је рођене у Мурдешварју 1952. године. У родном граду је завршила основне студије на Универзитету у Делхију, а магистрирала је на Универзитету у Пенџабу, такође у Индији. Након завршеног школовања Пури је обављала функцију амбасадора Индије у више земаља, и у том периоду је стекла угледну 28-годишњу каријеру у иностранству и Индији. 
Пури је била секретарка за Пакистан током кључног периода индо-пакистанских односа 1978-1981. године. У времену након овога, истиче се њено политичко заговарање у вези са слободом медија на Шри Ланки, након чега је предводила мировни споразум између Индије и Шри Ланке 1987. године. Након рата у Босни и Херцеговини Пури је као званичник Републике Индије, била ангажована у распореду највећег индијског контингента у Међународној полицијској оперативној јединици Уједињених нација (ИПТФ) у послератној Босни и Херцеговини. Након тога била је амбасадорка Индије у Мађарској, али и акредитована службеница за Босну и Херцеговину, што јој је омогућило да допринеси изградњи мира на терену. 
Током својих дипломатских радова у Женеви, радећи као замјеник сталног представника Индије, развила је стручност у области људских права и хуманитарних питања и активно је имала улогу у Комисији за људска права и њеним помоћним органима. Овде је вишеструко показала своју личну и политичку посвећеност родној равноправности, што јој је касније помогло у напредовању каријере. Од 26. марта 2013. године, Пури обавља функцију замјеника извршног директора УН за жене.